# فستوكة أمبرجيه
فستوكة أمبرجيه (باللاتينية: Festuca embergeri) نوع نباتي يتبع جنس الفستوكة من الفصيلة النجيلية. سميت على اسم عالم النبات الفرنسي لوي أمبرجيه (بالفرنسية: Louis Emberger)‏.

## الموئل والانتشار
ينتشر النبات في المغرب العربي.

## الوصف النباتي
النبات عشبي معمر.

## مرادفات للاسم العلمي
- (باللاتينية: Festuca ovina var. fontqueriana St.-Yves)